# Костел святих Апостолів Петра і Павла (Ярмолинці)
Косте́л святи́х Апо́столів Петра́ і Па́вла у Ярмолинцях — парафіяльний католицький храм, заснований наприкінці XVIII століття, у районному центрі смт Ярмолинцях; архітектурна та історична пам'ятка місцевого значення.
Розташований за адресою: 
вул. Чапаєва, б. 63, смт Ярмолинці—32100 (Хмельницька область, Україна).

## З історії храму
Храм засновано 1792 року. 
Мурований костел святих Петра і Павла розпочато зводити у 1793 році (провадилось коштом панів Островських), завершено — у 1862 році. Парафія діяла в 1850 році. 
У добу СРСР костел використовували як кінозал, будинок культури, будинок піонерів. 
Від 1989 року святиню повернули вірянам, коштом Церкви її було відремонтовано, і нині (2010) — це діючий католицький храм. 

## Галерея

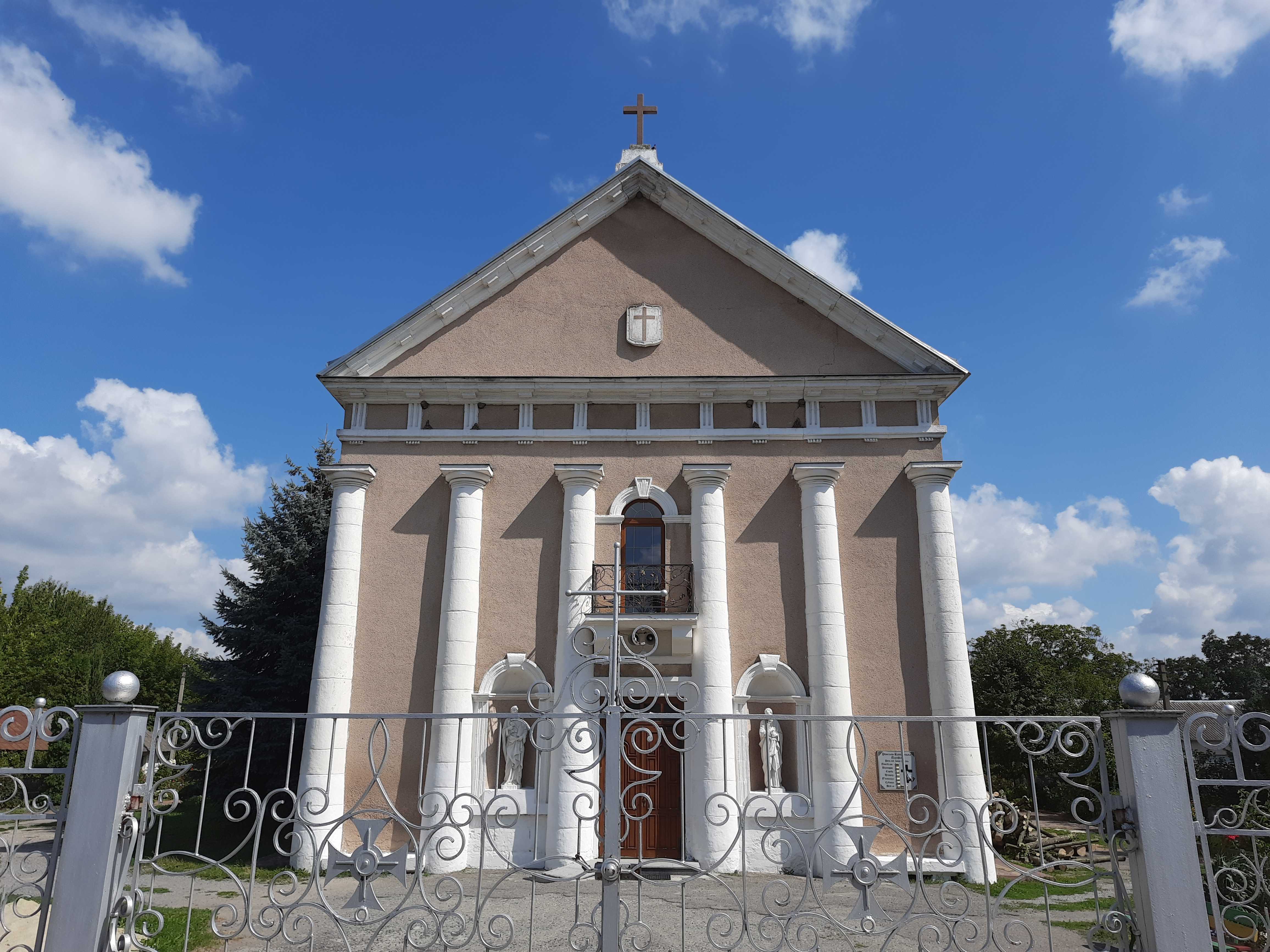
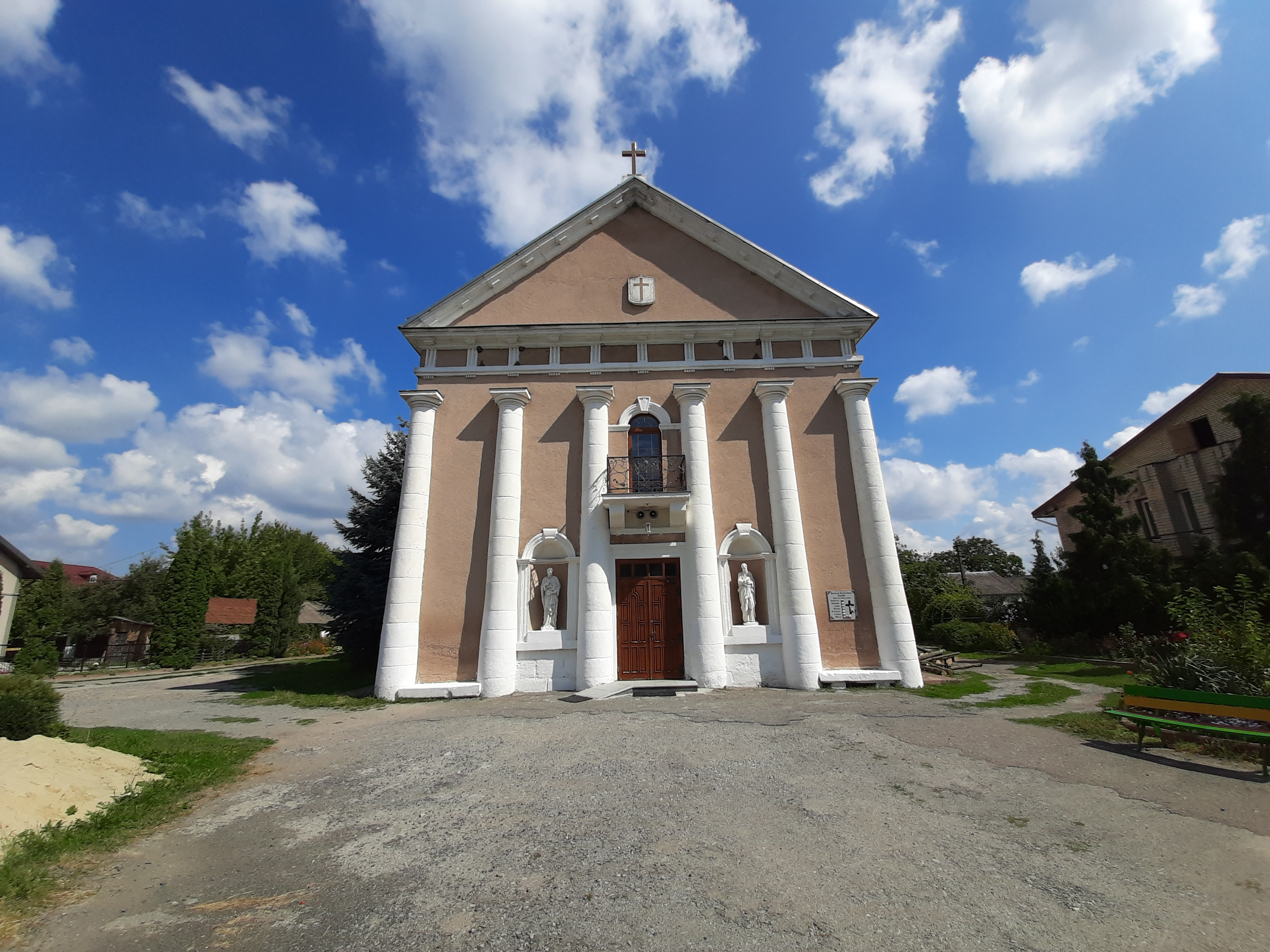
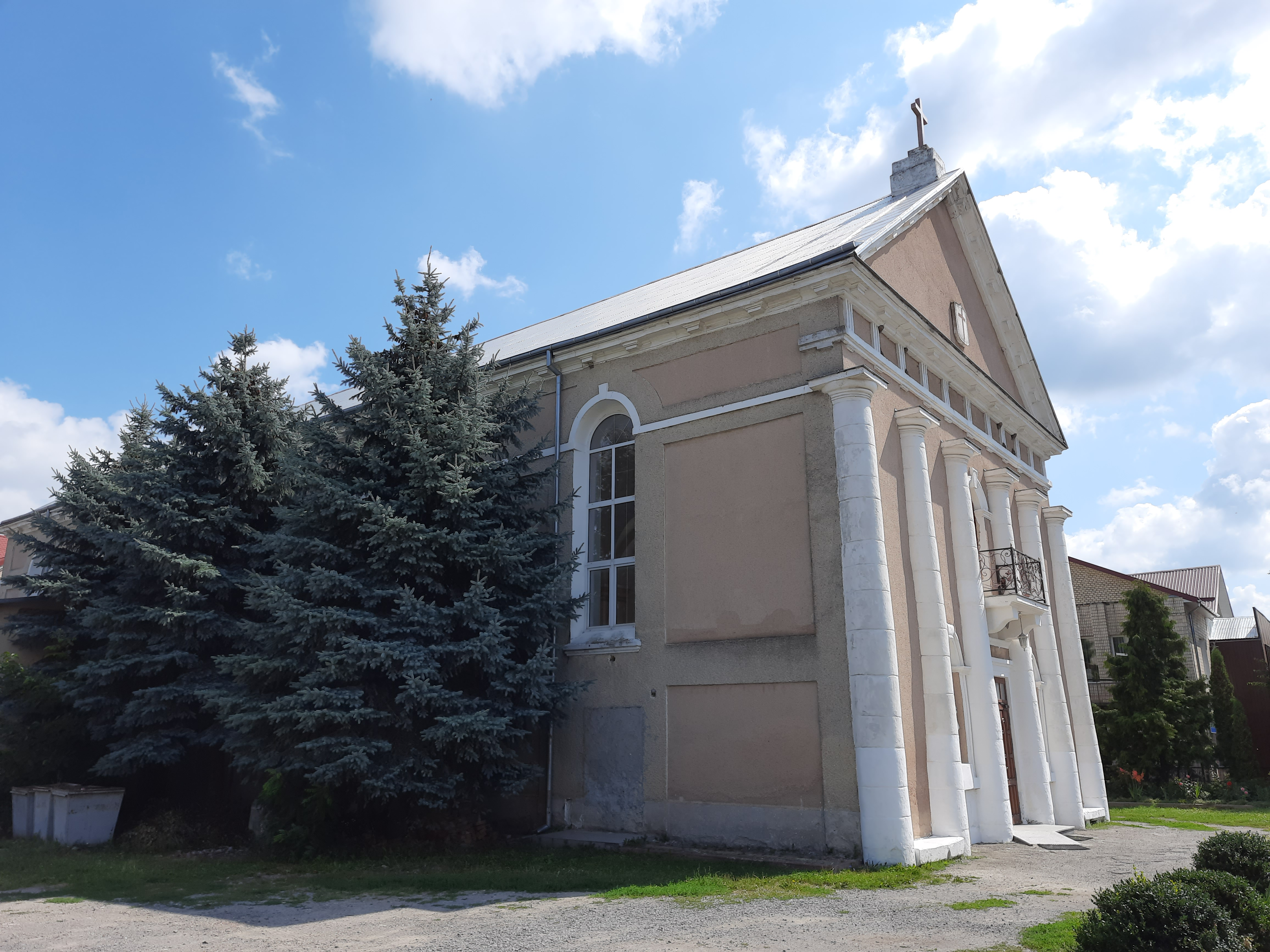
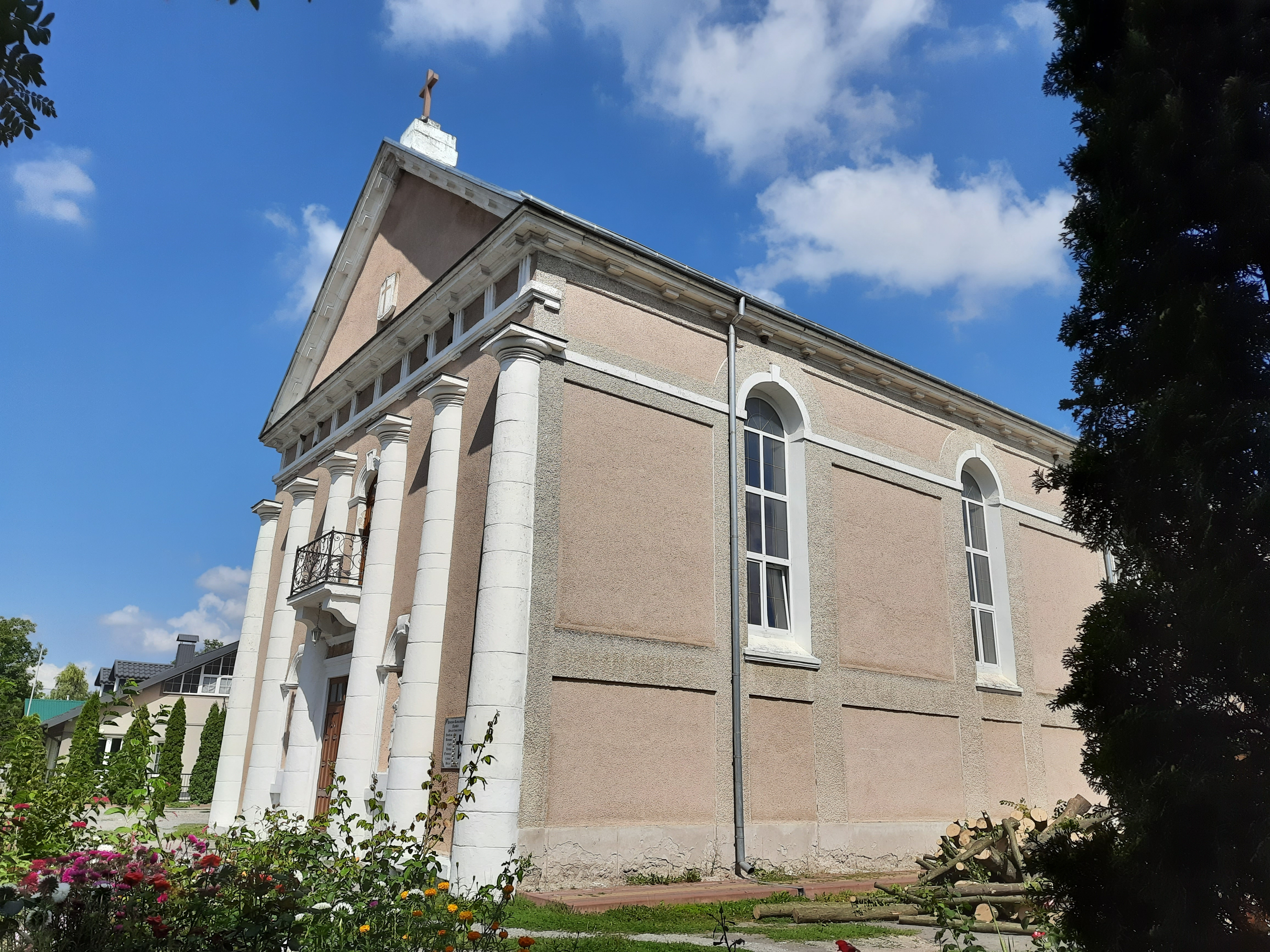

## Виноски
1. ↑  Ярмолинецький район Хмельницької області у Каталогу пам'яток на www.spadok.org. Архів оригіналу за 5 березня 2016. Процитовано 6 квітня 2010.
2. ↑  Жарких М.І. Храми Поділля. Довідник. [Архівовано 8 червня 2011 у Wayback Machine.]
3. ↑  Ярмолинці на «Костели та каплиці України»